# Sara Symington
Sara Symington (Maracaibo, 25 september 1969) is een voormalig Brits wielrenster, die werd geboren in Venezuela. Ze vertegenwoordigde Groot-Brittannië tweemaal op de Olympische Spelen: 2000 (Sydney, tiende plaats op het onderdeel wegwedstrijd) en 2004 (Athene, afgestapt in de wegwedstrijd). Symington was daarnaast actief als baanwielrenster.